# Pareuchalcia
Pareuchalcia là một chi bướm đêm thuộc họ Noctuidae.